# Михайловка (Абдулинский район)
Михайловка — упразднённый посёлок в Абдулинском районе Оренбургской области. На момент упразднения входил в состав сельского поселения Камышсадакский сельсовет. Исключен из учётных данных в 1999 году.

## География
Располагался на левом берегу реки Елдаш (приток реки Камыш-Садак), на расстоянии примерно 3 километр к северо-востоку от села Камыш-Садак.

## История
По данным на 1931 год посёлок Михайловка состоял из 9 хозяйств. В административном отношении входил в состав Камышсадакского сельсовета Абдулинского района Средневолжского края.
Являлся отделением колхоза имени Куйбышева.
Постановление Законодательного Собрания Оренбургской области от 30 апреля 1999 года N 266/51-ПЗС посёлок исключен из учётных данных.

## Население
По данным на 1930 год в посёлке проживало 57 человек, основное население — мордва.